# アダムスピーク (競走馬)
アダムスピーク (英: Adam's Peak) とは日本の競走馬である。馬名の由来はスリランカの聖地名アダムスピークから。
主な勝ち鞍は2011年のラジオNIKKEI杯2歳ステークス。

## 経歴

### 2歳（2011年）
阪神競馬場の芝2000mの新馬戦でクリストフ・ルメールを鞍上に迎えてデビューし、2番人気に支持され、後続に2馬身半差で勝利した。
次走のラジオNIKKEI杯2歳ステークスでは、道中を先行し、直線で馬群を割って抜け出し2着のゴールドシップに1馬身半差をつけ優勝し、デビュー2連勝を飾った。

### 3歳（2012年）
3月4日の弥生賞に1番人気で出走。道中好位追走も直線で伸び切れず8着に沈んだ。4月15日の皐月賞では先団追走も直線で失速しシンガリ18着と大敗した。その後鼻出血を発症したことがわかり、ダービー出走を断念することとなった。秋は神戸新聞杯から始動する予定だったが、9月に右前脚に屈腱炎を発症、長期休養に入った。

### 5歳以降（2014年-）
1月の逢坂山特別（1000万条件）で約1年9か月ぶりに復帰。復帰4戦目の1000万条件戦でラジオNIKKEI杯以来となる勝利を挙げた。その後再び脚を痛め、2015年3月5日付けで競走馬登録を抹消された。引退後はノーザンホースパークで乗馬となる。2018年時点では、北海道帯広農業高等学校に繋養され、馬術大会に出場している。

## 競走成績
| 競走日     | 競馬場 | 競走名             | 格       | 距離（馬場）  | 頭 数 | 枠 番 | 馬 番 | オッズ （人気） | 着順 | タイム （上り3F） | 着差 | 騎手       | 斤量 | 1着馬（2着馬）       |
| ---------- | ------ | ------------------ | -------- | ------------- | ----- | ----- | ----- | --------------- | ---- | ----------------- | ---- | ---------- | ---- | -------------------- |
| 2011.12.04 | 阪神   | 2歳新馬            |          | 芝2000m（良） | 8     | 4     | 4     | 03.1（2人）     | 01着 | 2:06.0 (34.6)     | -0.4 | C.ルメール | 55kg | （ダノンキセキ）     |
| 0000.09.10 | 阪神   | ラジオNIKKEI杯2歳S | GIII     | 芝2000m（良） | 16    | 1     | 2     | 10.0（4人）     | 01着 | 2:02.4 (35.1)     | -0.2 | C.ルメール | 55kg | （ゴールドシップ）   |
| 2012.03.04 | 中山   | 弥生賞             | GII      | 芝2000m（稍） | 15    | 7     | 12    | 02.9（1人）     | 08着 | 2:04.4 (35.4)     | -0.5 | 内田博幸   | 56kg | コスモオオゾラ       |
| 0000.04.15 | 中山   | 皐月賞             | GI       | 芝2000m（稍） | 18    | 1     | 2     | 12.9（5人）     | 18着 | 2:04.8 (40.2)     | -3.5 | N.ピンナ   | 57kg | ゴールドシップ       |
| 2014.01.11 | 京都   | 逢坂山特別         | 1000万下 | 芝1800m（良） | 14    | 5     | 8     | 04.0（1人）     | 06着 | 1:47.3 (36.1)     | -0.4 | 福永祐一   | 57kg | タガノエンブレム     |
| 0000.01.25 | 京都   | 花見小路特別       | 1000万下 | 芝1600m（良） | 10    | 7     | 8     | 02.0（1人）     | 07着 | 1:34.0 (35.5)     | -0.6 | C.ルメール | 57kg | ヒュウマ             |
| 0000.05.11 | 東京   | 日吉特別           | 1000万下 | ダ1600m（良） | 16    | 6     | 12    | 08.0（4人）     | 02着 | 1:37.8 (35.7)     | -0.1 | 浜中俊     | 57kg | メイショウソラーレ   |
| 0000.05.31 | 東京   | 4歳上1000万下      |          | ダ1600m（良） | 16    | 5     | 9     | 02.3（1人）     | 01着 | 1:35.8 (36.9)     | -0.1 | 内田博幸   | 57kg | （ハイパーチャージ） |

## 血統表
| アダムスピークの血統（サンデーサイレンス系／Halo 3×4=18.75%、Northern Dancer 5×5=6.25%） | アダムスピークの血統（サンデーサイレンス系／Halo 3×4=18.75%、Northern Dancer 5×5=6.25%） | アダムスピークの血統（サンデーサイレンス系／Halo 3×4=18.75%、Northern Dancer 5×5=6.25%） | （血統表の出典） | （血統表の出典） |
| 父 ディープインパクト 2002 鹿毛                                                          | 父の父*サンデーサイレンス Sunday Silence 1986 青鹿毛                                     | Halo                                                                                     | Hail to Reason   | Hail to Reason   |
| 父 ディープインパクト 2002 鹿毛                                                          | 父の父*サンデーサイレンス Sunday Silence 1986 青鹿毛                                     | Halo                                                                                     | Cosmah           |                  |
| 父 ディープインパクト 2002 鹿毛                                                          | 父の父*サンデーサイレンス Sunday Silence 1986 青鹿毛                                     | Wishing Well                                                                             | Understanding    | Understanding    |
| 父 ディープインパクト 2002 鹿毛                                                          | 父の父*サンデーサイレンス Sunday Silence 1986 青鹿毛                                     | Wishing Well                                                                             | Mountain Flower  |                  |
| 父 ディープインパクト 2002 鹿毛                                                          | 父の母*ウインドインハーヘア 1991 鹿毛                                                    | Alzao                                                                                    | Lyphard          | Lyphard          |
| 父 ディープインパクト 2002 鹿毛                                                          | 父の母*ウインドインハーヘア 1991 鹿毛                                                    | Alzao                                                                                    | Lady Rebecca     |                  |
| 父 ディープインパクト 2002 鹿毛                                                          | 父の母*ウインドインハーヘア 1991 鹿毛                                                    | Burghclere                                                                               | Busted           | Busted           |
| 父 ディープインパクト 2002 鹿毛                                                          | 父の母*ウインドインハーヘア 1991 鹿毛                                                    | Burghclere                                                                               | Highclere        |                  |
| 母 *シンハリーズ Singhalese 2002 栗毛                                                    | 母の父Singspiel 1992 鹿毛                                                                | In the Wings                                                                             | Sadler's Wells   | Sadler's Wells   |
| 母 *シンハリーズ Singhalese 2002 栗毛                                                    | 母の父Singspiel 1992 鹿毛                                                                | In the Wings                                                                             | Hing Hawk        |                  |
| 母 *シンハリーズ Singhalese 2002 栗毛                                                    | 母の父Singspiel 1992 鹿毛                                                                | Glorious Song                                                                            | Halo             | Halo             |
| 母 *シンハリーズ Singhalese 2002 栗毛                                                    | 母の父Singspiel 1992 鹿毛                                                                | Glorious Song                                                                            | Ballade          |                  |
| 母 *シンハリーズ Singhalese 2002 栗毛                                                    | 母の母Baize 1993 栗毛                                                                    | Efisio                                                                                   | Formidable       | Formidable       |
| 母 *シンハリーズ Singhalese 2002 栗毛                                                    | 母の母Baize 1993 栗毛                                                                    | Efisio                                                                                   | Eldoret          |                  |
| 母 *シンハリーズ Singhalese 2002 栗毛                                                    | 母の母Baize 1993 栗毛                                                                    | Bayonne                                                                                  | Bay Express      | Bay Express      |
| 母 *シンハリーズ Singhalese 2002 栗毛                                                    | 母の母Baize 1993 栗毛                                                                    | Bayonne                                                                                  | Lambay F-No.6-e  |                  |

- 母シンハリーズは2005年デルマーオークス優勝馬。また同年のアメリカンオークスステークスでは日本のシーザリオと対戦している（結果は3着）。
- 半妹リラヴァティ（父ゼンノロブロイ）は2016年マーメイドステークス優勝馬。全妹シンハライトは2016年優駿牝馬など重賞3勝。